# Zatyšne
Zatyšne (ukrajinsky: Затишне, maďarsky: Tasnádtanya) je obec na Ukrajině v Zakarpatské oblasti v okrese Berehovo, v městské komunitě Berehovo. V roce 2001 zde žilo 500 obyvatel.

## Historie
Do uzavření Trianonské smlouvy byla obec součástí Uherska, poté byla součástí první československé republiky, pod názvem Dvůr Tašnad. Od roku 1945 byla obec součástí Ukrajinské sovětské socialistické republiky, která byla součástí SSSR. Od roku 1991 je obec součástí nezávislé Ukrajiny.